# 令我恨之入骨的大罪龍！
《令我恨之入骨的大罪龍！》是創作的日本漫畫。開始連載於2020年2月27日發售的《月刊COMIC CUNE》2020年4月號，2021年7月27日發售的《月刊COMIC CUNE》2021年9月號發表最終回。隨著第一冊單行本發行於2021年1月發行同時推出紀念性質PV。故事講述監獄新看守路西安與摧毀自己母國的「大罪龍」拉比間的關係。

## 登場人物
拉比（配音：關根瞳）
大罪龍。出生時的啼哭摧毀路西安的母國。被宣判死刑。
路西安（配音：西山宏太朗）
監獄看守。
加納莉亞
魅魔。
貝爾加納
監獄看守長。

## 出版書籍
| 冊數 | KADOKAWA      | KADOKAWA           |
| 冊數 | 發售日期      | ISBN               |
| ---- | ------------- | ------------------ |
| 1    | 2021年1月27日 | ISBN 9784046801029 |
| 2    | 2021年8月27日 | ISBN 9784046803467 |

## 外部連結
- 大罪竜なんて大嫌い！ （页面存档备份，存于）（日語）